# Conistra flavofasciata
Conistra flavofasciata là một loài bướm đêm trong họ Noctuidae.